# Spike Shooter
Spike Shooter är en energidryck som är en av de starkaste koffeinhaltiga dryckerna (120mg/100ml) av alla energidrycker som finns att köpa.
Sedan 2008 är Spike Shooter förbjudet att ta in i Sverige. Detta eftersom den innehåller Yohimbe, ett ämne som är klassat som läkemedel.